# Бакай (яма)
Бака́й — річкова протока, проорана в плавні, в очеретах; яма в річці або ставку; наповнена водою вибоїна або яма; баюра, глибока баюра в балці. В окремих регіонах України бакаєм називають гніздо, видряпане куркою в землі.
Слово запозичене з якоїсь з тюркських мов. У турецькій, кримсько-татарській, уйгурській, казахській та узбецькій мові bok — «кал, гній, бруд», які зіставляються з монгольським bog («бруд, сміття»). Проте деякі джерела вказують на питомо слов'янське походження слова.